# Qualificazioni al campionato europeo maschile di calcio 2024 - Gruppo C
Il gruppo C delle qualificazioni al campionato europeo di calcio 2024 è composto da cinque squadre: Italia, Inghilterra, Ucraina, Macedonia del Nord e Malta. La composizione dei gruppi di qualificazione è stata sorteggiata il 9 ottobre 2022.

## Classifica finale
| Squadra            | Pt | G | V | N | P | GF | GS | DR  |
| ------------------ | -- | - | - | - | - | -- | -- | --- |
| Inghilterra        | 20 | 8 | 6 | 2 | 0 | 22 | 4  | +18 |
| Italia             | 14 | 8 | 4 | 2 | 2 | 16 | 9  | +7  |
| Ucraina            | 14 | 8 | 4 | 2 | 2 | 11 | 8  | +3  |
| Macedonia del Nord | 8  | 8 | 2 | 2 | 4 | 10 | 20 | -10 |
| Malta              | 0  | 8 | 0 | 0 | 8 | 2  | 20 | -18 |

## Risultati

### Prima giornata
| Arbitro: | Srđan Jovanović |

|             |           |                          |
| Retegui 56’ | Marcatori | 13’ Rice 44’ (rig.) Kane |

| Arbitro: | Kristo Tohver |

|                        |           |            |
| Elmas 66’ Čurlinov 72’ | Marcatori | 85’ Yankam |

### Seconda giornata
| Arbitro: | Serdar Gözübüyük |

|                   |           |  |
| Kane 37’ Saka 40’ | Marcatori |  |

| Arbitro: | Georgi Kabakov |

|  |           |                         |
|  | Marcatori | 15’ Retegui 27’ Pessina |

### Terza giornata
| Arbitro: | Igor Pajač |

|  |           |                                                                       |
|  | Marcatori | 8’ (aut.) Apap 28’ Alexander-Arnold 31’ (rig.) Kane 83’ (rig.) Wilson |

| Arbitro: | Lukas Fähndrich |

|                             |           |                                        |
| Bardhi 31’ (rig.) Elmas 39’ | Marcatori | 62’ Zabarnyj 67’ Konoplja 83’ Cyhankov |

### Quarta giornata
| Arbitro: | Ruddy Buquet |

|                     |           |  |
| Cyhankov 72’ (rig.) | Marcatori |  |

| Arbitro: | István Kovács |

|                                                                   |           |  |
| Kane 29’, 73’ (rig.) Saka 38’, 47’, 51’ Rashford 45’ Phillips 64’ | Marcatori |  |

### Quinta giornata
| Arbitro: | Georgi Kabakov |

|              |           |            |
| Zinčenko 26’ | Marcatori | 41’ Walker |

| Arbitro: | François Letexier |

|            |           |              |
| Bardhi 81’ | Marcatori | 47’ Immobile |

### Sesta giornata
| Arbitro: | Alejandro Hernández Hernández |

|                   |           |                |
| Frattesi 12’, 29’ | Marcatori | 41’ Jarmolenko |

| Arbitro: | Henrik Nalbandyan |

|  |           |                    |
|  | Marcatori | 5’ Elmas 41’ Manev |

### Settima giornata
| Arbitro: | Slavko Vinčić |

|                             |           |  |
| Sudakov 30’ Karavajev 90+5’ | Marcatori |  |

| Arbitro: | Duje Strukan |

|                                                   |           |  |
| Bonaventura 23’ Berardi 45+1’, 64’ Frattesi 90+3’ | Marcatori |  |

### Ottava giornata
| Arbitro: | Clément Turpin |

|                                   |           |              |
| Kane 32’ (rig.), 77’ Rashford 57’ | Marcatori | 15’ Scamacca |

| Arbitro: | Morten Krogh |

|           |           |                                                   |
| Mbong 12’ | Marcatori | 38’ (aut.) Camenzuli 43’ (rig.) Dovbyk 85’ Mudryk |

### Nona giornata
| Arbitro: | Luís Godinho |

|                         |           |  |
| Pepe 8’ (aut.) Kane 75’ | Marcatori |  |

| Arbitro: | Felix Zwayer |

|                                                               |           |                   |
| Darmian 17’ Chiesa 41’, 45+2’ Raspadori 81’ El Shaarawy 90+3’ | Marcatori | 52’, 74’ Atanasov |

### Decima giornata
| Arbitro: | Filip Glova |

|            |           |                     |
| Bardhi 41’ | Marcatori | 59’ (aut.) Atanasov |

| Leverkusen 20 novembre 2023, ore 20:45 CET | Ucraina           | 0 – 0 referto | Italia | BayArena (26 403 spett.)\| Arbitro: \| Jesús Gil Manzano \| |
| Arbitro:                                   | Jesús Gil Manzano |               |        |                                                             |

## Classifica marcatori
8 reti
- Harry Kane (5 rigori)

4 reti
- Bukayo Saka

3 reti
- Davide Frattesi

- Enis Bardhi (1 rigore)

- Eljif Elmas

2 reti
- Marcus Rashford
- Domenico Berardi

- Federico Chiesa
- Mateo Retegui

- Jani Atanasov
- Viktor Cyhankov (1 rigore)

1 rete
- Trent Alexander-Arnold
- Kalvin Phillips
- Declan Rice
- Kyle Walker
- Callum Wilson (1 rigore)
- Giacomo Bonaventura
- Matteo Darmian
- Stephan El Shaarawy

- Ciro Immobile
- Matteo Pessina
- Giacomo Raspadori
- Gianluca Scamacca
- Paul Mbong
- Yannick Yankam
- Darko Čurlinov
- Jovan Manev

- Artem Dovbyk
- Andrij Jarmolenko
- Oleksandr Karavajev
- Juchym Konoplja
- Mychajlo Mudryk
- Heorhij Sudakov
- Illja Zabarnyj
- Oleksandr Zinčenko

Autoreti
- Ferdinando Apap (1, pro  Inghilterra)
- Ryan Camenzuli (1, pro  Ucraina)

- Enrico Pepe (1, pro  Inghilterra)
- Jani Atanasov (1, pro  Inghilterra)